# Eustomias variabilis
Eustomias variabilis es una especie de pez de la familia Stomiidae en el orden de los Stomiiformes.

## Morfología
• Los machos pueden llegar alcanzar los 14,5 cm de longitud total.

## Hábitat
Es un pez de mar y de aguas  tropicales.

## Distribución geográfica
Se encuentra en el Atlántico occidental: el Estrecho de Florida, el norte del Golfo de México, las Bahamas, el Mar Caribe y frente a las costas septentrionales de Sudamérica.